# Barrister
Barrister är en titel för en medlem i den enda yrkesgrupp som har rätt att föra talan i domstolar i England och Wales, där det råder såväl advokattvång som advokatmonopol (eller, konkret – oligopol). Detta är den vanliga titeln för den "fältarbetande" ombudet, särskilt i högre instanser. Från denna grupp hämtas absoluta merparten av domare i dessa länder. Enda undantag för vem som får föra talan under en domstolsförhandling är om en person vill föra egen talan, d.v.s. företräda sig själv (detta gäller åtminstone i tvistemål). 
En barrister är alltid medlem i en Inn of Court. En barrister skall vara expert på att förklara (främst för juryn men även för motpart, domare, åhörare etc.) till exempel den juridiska betydelsen av en viss framförd bevisning eller motbevisning. Men det förberedande arbetet vilar på andra (se nedan). I rättegångar företräder barristers såväl åtalade som kronan (d.v.s) åklagaren, en och samma barrister kan arbeta för åklagarmyndigheten i en rättegång men för försvararet i en annan. Kronans barrister erhåller instruktioner i rimlig tid från åklagare medan försvarets instruktioner kommer från de åtalades egentliga advokater, s.k. solicitors. I god tid samråder barristern med den sida denne skall representera i en kommande rättegång. Till skillnad från till exempel i USA kan en barrister inte lägga fram irrelevanta fakta gällande någon sida av saken (till exempel förtala en åtalad på känslosamt sätt), de lyder under en strikt etisk yrkesplikt och korrigeras omgående av domaren vid minsta överträdelse av sin yrkesetik. 
Detta skiljs från en solicitor, en jurist som snarare kan betraktas som en rättslärd, som ibland agerar inne i rättegångssalen men oftast utanför genom att, abstrakt eller i ett konkret fall, t.ex. som expert inom arvsrätt, förser klienten med sakkunskap och förbereder talan.

## King's Counsel
En barrister kan efter en längre period av uppvisande av goda resultat bli utsedd till King's Counsel, vilket förkortas KC och normalt skrivs efter personens namn (om Storbritannien har en kvinnlig monark, ändras titeln till Queen's Counsel, förkortat QC). Andelen aktiva barristers som bär denna titel ligger kring 8-9 % av alla barristers. Titeln KC har dock sedan länge ingen egentlig juridisk betydelse. Titeln är dock fortfarande åtråvärd och dess existens har därför i praktiken ännu betydelse. En barrister som ofta överskrider sin yrkesetik kommer missa alla möjligheter att kunna bli utsedd som King's Counsel, och detta kan vara en av de bidragande faktorer till att rättegångar i England och Wales inte blir "känslomässiga spektakel", som det stundom blir i amerikanska domstolsförhandlingar. En King's Counsel kan genom sitt formella erkännande ta mer betalt för sina tjänster, i jämförelse med en vanlig barrister. Under en period kring 2002-2003 ville den dåvarande Labourregeringen avskaffa titeln KC, men detta övergick, efter hård kritik från alla typer av jurister, i en tandlös reform.